# کارولینا ۲۳۵

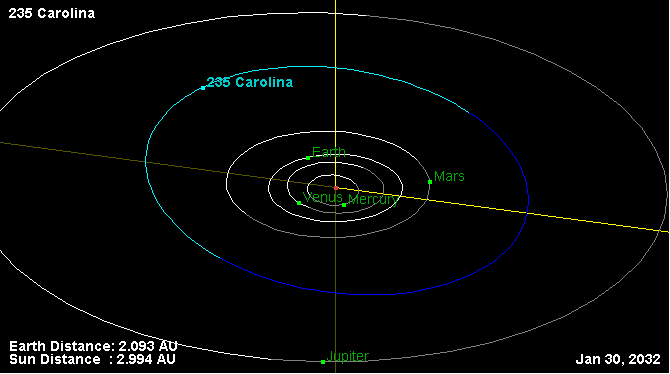
سیارک ۲۳۵

سیارک ۲۳۵ (به انگلیسی: 235 Carolina) دویست و سی و پنجمین سیارک کشف شده‌است که در ۲۸ نوامبر ۱۸۸۳ و در وین کشف شد.
قدر مطلق سیارک برابر ۸٫۸۲ است.